# Clepsis persicana
Clepsis persicana es una especie de polilla del género Clepsis, categorizada en la tribu Archipini, de la subfamilia Tortricinae.

## Distribución
Se distribuye por Canadá y Estados Unidos.

## Taxonomía
Fue descrita por Fitch en 1856 y publicada en (Croesia), Rep. Ins. New York : 357.